# Mario Menichini
Mario Menechini (Pannarano, 7 gennaio 1926 – Napoli, 29 settembre 1943) è stato un partigiano italiano, insignito della Medaglia d'oro al valor militare alla memoria.

## Biografia
È uno dei quattro ragazzi che, caduti combattendo contro i tedeschi durante le Quattro giornate di Napoli, hanno ricevuto la massima ricompensa al Valor militare (gli altri tre sono Pasquale Formisano, Gennaro Capuozzo e Filippo Illuminato). Menichini, che aveva frequentato il ginnasio al Liceo Sannazaro e l'aveva lasciato per fare il tipografo, a 17 anni si era arruolato volontario nella Milizia fascista. Era in servizio in provincia di Viterbo, quando gli giunse la notizia che la popolazione di Napoli era insorta contro i tedeschi. La sera del 27 settembre il ragazzo disertò dal suo reparto e, raggiunto il capoluogo partenopeo, si unì agli insorti. Mentre attaccava a colpi di bombe a mano un carro armato tedesco, fu fermato e ucciso da una raffica di mitragliatrice.